# Біблія Густава Вази
Біблія Густава Вази (швед. Gustav Vasas bibel) — переклад Біблії шведською мовою, надрукований 1540—1541 року в місті Уппсала. Це перша Біблія, надрукована шведською мовою. Оригінальний шведський заголовок видання: Biblia / Thet är / All then Helgha Scrifft / på Swensko.

## Історія
1527 року шведський король Густав I Ваза був обраний головою Шведської церкви, що перейшла на лютеранство й не підпорядковувалася більше Папі римському. Переклад Біблії здійснили шведські реформатори Олаус Петрі, Лаврентій Андрее та Лаврентій Петрі, який також був першим лютеранським архієпископом Швеції. Перекладачі орієнтувалися на німецький переклад Мартіна Лютера 1526 року. Біблію надрукував Юрген Ріхольф Молодший, який 1539 року був запрошений для цього з Північної Німеччини до Швеції. Це видання Біблії вважається фахівцями шедевром раннього друкарства та водночас найбільшою за обсягом шведською книгою XVI століття.
Використані шрифти відповідають німецькому зразкові.
Переклади Нового Завіту, а згодом і всієї Біблії спряли утвердженню стандартної літературної шведської мови та правопису.
Ця Біблія була перевидана у вигляді факсиміле в 1938 і 1960 роках. Однак сьогодні її текст можуть читати лише фахівці. Частково це пов'язано з орфографією, а частково зі шрифтом.

## Наступні переклади
- Біблія Вази II з'явилася 1618 року як виправлене видання першодруку Біблії Густава Вази.
- Біблія Кала XII з'явилася 1703 року. Це видання мало лише декілька змін у порівнянні з попереднім і залишалося канонічним до 1917 року.